# کوه بیکر
کوه بیکر (Qwú’mə Kwəlshé:n) همچنین شناخته‌شده به عنوان کوما کولشا یا کولشا پوشیده از یخچال طبیعی و یک آتشفشان چینه‌ای آندزیت در Cascade Volcanic Arc و کسکیدز شمالی از واشینگتن (ایالت) در ایالات متحده میباشد. 